# آندرس هیناپو
آندرس هیناپو (استونیایی: Andres Heinapuu؛ زادهٔ ۱ ژانویهٔ ۱۹۵۴) سیاستمدار و نماینده سابق مجلس اهل استونی است.